# Adolf Wächter (Politiker)
Adolf Wächter (* 3. Januar 1873 Herlheim bei Gerolzhofen; † 5. Juni 1954 in Bamberg) war Geheimer Rat, Rechtsrat sowie Oberbürgermeister und Ehrenbürger der Stadt Bamberg.

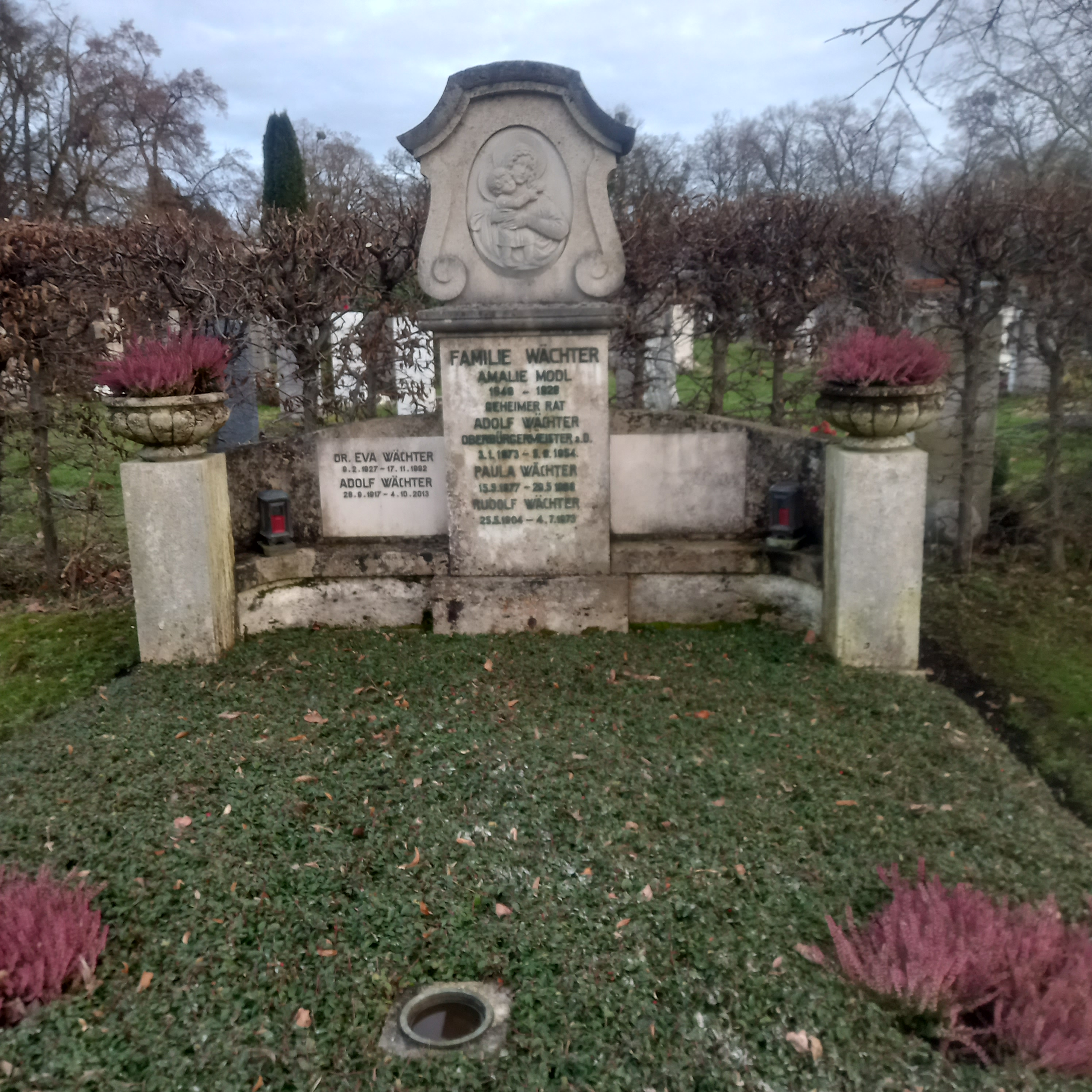
Das Grab von Adolf Wächter und seiner Ehefrau Paula auf dem Nordfriedhof (München)

## Leben
Wächter war der Sohn eines Landwirts, besuchte das Gymnasium und studierte anschließend in Würzburg und München Rechtswissenschaften. Er war zunächst kurzzeitig in Würzburg als Anwalt tätig und trat 1902 in den Dienst der Stadt Bamberg ein, wo er bis 1913 das Amt des Dritten Rechtsrates ausübte. 1913 wurde er als Nachfolger des Ersten Bürgermeisters Franz Michael Lutz gewählt. Ab 1917 wurde das Amt als Oberbürgermeister bezeichnet, ab 1922 war er Geheimrat. Anfang 1924 trat er zurück, weil er unzufrieden mit der Zusammenarbeit mit der Regierung von Oberfranken war. Von 1918 bis 1923 war er Leiter des Bayerischen Städtebundes sowie Mitglied des Vorstandes des Deutschen Städtebundes. Nach seinem Rücktritt verlegte er seinen Wohnsitz nach München und war in mehreren Aufsichtsräten von Elektrizitätswerken tätig, unter anderem beim Bayernwerk, der Walchensee AG und dem Überlandwerk Oberfranken.
Von 1919 bis 1928 war er Präsident des Kreistages von Oberfranken und erwarb sich große Verdienste um die Errichtung und den Ausbau der Bayreuther Landwirtschaftlichen Lehranstalten. Während dieser Zeit baute der Kreis die flächendeckende Stromversorgung aus, der Kreis erwirtschaftete durch die Beteiligung an den Überlandwerken einigen Gewinn. Dieser wurde am 11. Februar 1927 in eine Stiftung zur Förderung ausschließlich gemeinnütziger Zwecke auf dem Gebiet der Volkswohlfahrt unter besonderer Berücksichtigung der sozialen Verhältnisse der Bevölkerung eingebracht, diese Kreisstiftung wird heute unter dem Namen Oberfrankenstiftung geführt. Mit der Gründung der Stiftung sollte verhindert werden, dass bei einer etwaigen Zusammenlegung mit Mittelfranken das Vermögen des Kreises den bevölkerungsreicheren Gebieten jenseits der Kreisgrenze zufließt.

## Ehrungen
- 1952: Großes Bundesverdienstkreuz
- Die Adolf-Wächter-Straßen in Bamberg, Bayreuth und Hallstadt wurden nach ihm benannt. An seinem ehemaligen Wohnhaus wurde eine Gedenktafel angebracht.
- Er wurde  zum Ehrenbürger Bambergs ernannt.